# WR 3
WR 3 — звезда Вольфа — Райе на расстоянии 9500 световых лет от Солнца в созвездии Кассиопеи.
WR 3 — представитель азотной последовательности звёзд Вольфа — Райе, в спектре видны сильные линии HeII и NV, но линии NIV слабы. Линии HeI очень слабы или отсутствуют, но присутствуют линии OVI. Нехарактерно наличие линий водорода и компонентов поглощения во многих линиях, что создаёт профили линий типа P Лебедя. В целом, эмиссионные детали слабее, чем у звёзд данного спектрального класса. Предполагается, что компаньоном WR 3 является звезда спектрального класса O. Однако других признаков наличия компаньона нет, поэтому на данный момент звезду считают одиночной и относят к спектральному классу WN3-hw. Индексы "h" и "w" указывают на наличие водорода и слабую эмиссию.
Если упорядочить звёзды Шестого каталога звёзд Вольфа — Райе в Галактике по прямому восхождению, то WR 3 окажется третьей по порядку. WR 1 и WR 2 также являются звёздами спектрального класс WN в созвездии Кассиопеи.
WR 3 является массивной и очень яркой звездой. Наличие водорода в спектре позволяет предположить, что звезда моложе, чем не содержащие водорода звёзды Вольфа — Райе, и может до сих пор выбрасывать остатки водорода в окружающее пространство. Эмиссионные линии тяжёлых элементов создаются в процессе бурной конвекции и сильного звёздного ветра, но не при полной потере внешних слоёв атмосферы. Скорость звёздного ветра по данным измерений равна 2700 км/с, что означает потерю массы порядка 4 миллионных долей массы Солнца в год.